# Teoretisk kemi
Inom teoretisk kemi använder man sig av matematiska beskrivningar av naturlagar för att förklara eller förutsäga kemiska fenomen. En gren av ämnet är kvantkemi, det vill säga att med utgångspunkt från kvantmekanik beskriva molekylära egenskaper och kemiska processer som är beroende elektronstrukturen.  Till teoretisk kemi hör även statistisk mekanik eller statistisk termodynamik, som kan utgå från både kvantmekanik och klassisk mekanik för att utifrån mikroskopiska egenskaper hos ett system förutsäga dess makroskopiska egenskaper.  I en klassisk mekanisk beskrivning av molekyler är det atomer eller grupper av atomer som är den minsta enheten, t.ex. i simuleringar av molekyler i lösning, vilket kan ses som en tillämpning av statistisk mekanik.  
Mycket av teoretisk kemi kan kategoriseras som beräkningskemi, eftersom den grundläggande teorin ofta kräver avancerade datorberäkningar för att ge numeriska resultat.  För detta har utvecklats mer eller mindre approxivativa metoder som Hartree-Fock-metoder, densitetsfunktionalteori, semiempiriska metoder (till exempel PM3) eller kraftfältsmetoder. 

## Grenar inom teoretisk kemi
KvantkemiTillämpning av kvantmekanik inom kemi för att, t.ex. beräkna elektronstrukturer. Metoderna bygger antingen på beräkning av vågfunktioner, t.ex. Hartree-Fock (HF), coupled cluster (CC) och configuration integral (CI), eller densitetsfunktionalteori (DFT).
MolekylmodelleringMolekylmodellering kan ses som ett samlingsbegrepp för tillämpningar av klassisk mekanik för att studera molekylära system, vilka utnyttjar generella metoder som molekylmekanik och simuleringstekniker, t.ex. molekyldynamik (MD), Brownsk dynamik (BD) och Monte Carlo (MC) samt mer tillämpningsspecifika metoder som molecular docking, protein-protein docking, läkemedelsdesign, kombinatorisk kemi.
Matematisk kemiDiskussion och förutsägande av den molekylära strukturen utifrån användandet av matematiska metoder, utan att nödvändigtvis referera till kvantmekanik
Teoretisk kinetikDet teoretiska studiet av dynamiska system baserade på reaktiva kemiska föreningar och dessas motsvarande differentialekvationer.

## Närbesläktade discipliner
Historiskt har de huvudsakliga tillämpningsområdena inom teoretisk kemi varit inom följande forskningsområden:
- Atomfysik: Om elektroner och atomkärnor
- Molekylär fysik: Om elektronerna som omger atomkärnorna i molekyler, samt dessa atomkärnors rörelser. Oftast menar man med molekylär fysik studiet av molekyler med bara några få atomer, i gasfas. Men somliga räknar även in studiet av vanliga bulkegenskaper hos kemiska ämnen, uttryckt i form av enskilda molekyler.
- Fysikalisk kemi och kemisk fysik: Här undersöker man kemin med hjälp av fysikaliska metoder som lasertekniker, sveptunnelmikroskop med mera. Den formella distinktionen mellan de båda områdena är att fysikalisk kemi är en gren inom kemin medan kemisk fysik är en gren inom fysiken. I praktiken är denna uppdelning dock ganska vag.
- Flerkroppsteori: Studiet av effekterna som uppstår i system med ett stort antal beståndsdelar. Det baserar sig på kvantmekanik och kvantelektrodynamik.
- Systembiologi har en viss (om än något avlägsen) koppling till teoretisk kemi genom att den inbegriper skapandet av kvantitativa modeller för nätverk av enzymreaktioner i cellerna, vilka kräver någon typ av modell för de kemiska förloppen i dessa reaktioner.

Därför ses ibland området teoretisk kemi som en gren inom dessa forskningsfält.  Icke desto mindre, med skapandet av densitetsfunktionalteorin och andra metoder som molekylär mekanik, har omfånget av tillämpningsområden utökats till kemiska system som är relevanta för andra områden inom kemin och fysiken som till exempel biokemi,  kondenserade materiens fysik, nanoteknik och molekylärbiologi.